# Йосипівка (Старосинявська селищна громада)
Йосипі́вка — село в Україні, у Старосинявській селищній громаді Хмельницького району Хмельницької області. Населення становить 515 осіб.

## Історія
7 (20) листопада 1917 року, відповідно до Третього Універсалу Української Центральної Ради, увійшло до складу Української Народної Республіки.
Після тривалого комуністичного режиму 1991 року у селі поновлено українську владу.
12 червня 2020 року, відповідно до розпорядження Кабінету Міністрів України № 727-р «Про визначення адміністративних центрів та затвердження територій територіальних громад Хмельницької області», увійшло до складу Старосинявської селищної громади.
19 липня 2020 року, в результаті адміністративно-територіальної реформи та ліквідації Старосинявського району, село увійшло до складу новоутвореного Хмельницького району.

## Населення

### Мова
Розподіл населення за рідною мовою за даними перепису 2001 року:
| Мова       | Кількість | Відсоток |
| ---------- | --------- | -------- |
| українська | 508       | 98.64%   |
| російська  | 7         | 1.36%    |
| Усього     | 515       | 100%     |

## Відомі люди
В селі народилися:
- Сидоришин Олексій Петрович (нар. 1921 — пом. 1945) — солдат сталінської армії, Герой Радянського Союзу.
- Олександр Симчишин — перший заступник голови Хмельницької обласної державної адміністрації (з 2014), міський голова Хмельницького (з 2015).